# Jacob Elordi
Jacob Elordi (* 26. června 1997, Brisbane, Austrálie) je australský herec. Známým se stal především svými rolemi studenta Noaha Flynna ve filmové trilogii Stánek s polibky (2018–2021) a problémového středoškolského fotbalisty Natea Jacobse v dramatickém seriálu Euforie (2019–dosud) společnosti HBO.
Jeho filmové role Elvise Presleyho v životopisném filmu Priscilla (2023) a bohatého univerzitního studenta v thrilleru Saltburn (2023) mu přinesly širší pozornost a kritické uznání. V roce 2024 získal dvě nominace na cenu BAFTA, v kategoriích vycházející hvězda a nejlepší herec ve vedlejší roli.

## Osobní život
Elordi se narodil v Brisbane v Queenslandu v Austrálii do dělnické rodiny. Jeho otec John je malíř, který strávil 13 let stavbou rodinného domu, a matka Melissa je matka v domácnosti a bývalá zaměstnankyně jídelny v Jacobově škole. Má také jednoho staršího bratra a tři starší sestry. Jeho otec emigroval z Baskicka do Austrálie, když mu bylo osm let.

## Kariéra
Jeho první zkušenost v Hollywoodu byla ve filmu Piráti z Karibiku: Salazarova pomsta, kde byl součástí komparzu. První hereckou rolí se pro něj v roce 2018 stala role Roostera v australském filmu Swinging Safari. Elordi se proslavil rolí Noaha Flynna v romantické komedii Stánek s polibky společnosti Netflix, která měla premiéru v květnu 2018. Roli si zopakoval také v pokračování Stánek s polibky 2, které se natáčelo v polovině roku 2019 v Kapském Městě v Jihoafrické republice a bylo zveřejněno v červenci 2020. Účinkoval také ve třetím filmu ze série, Stánek s polibky 3, který byl na Netflixu vydán dne 11. srpna 2021.
Od roku 2019 ztvárňuje roli studenta Natea Jacobse v dramatickém seriálu Euforie. Objevil se také v hororu The Mortuary Collection. V roce 2022 se objevil v erotickém thrilleru Deep Water. Následujícího roku si zahrál v dramatu Sladký východ, který měl premiéru na 76. ročníku filmového festivalu v Cannes v květnu 2023 a sklidil ohlas u kritiků.
V roce 2023 ztvárnil hlavní roli v thrilleru Saltburn režisérky Emerald Fennellové a ztvárnil Elvise Presleyho v životopisném filmu Priscilla o herečce Priscille Presleyové.
Elordi také ztvární hlavní roli v adaptaci románu The Narrow Road to the Deep North.

## Filmografie
| Rok           | Název                   | Role             | Poznámky               |
| ------------- | ----------------------- | ---------------- | ---------------------- |
| 2018          | Stánek s polibky        | Noah Flynn       |                        |
| 2018          | Swinging Safari         | Rooster          |                        |
| 2019          | The Mortuary Collection | Jake             |                        |
| 2020          | Stánek s polibky 2      | Noah Flynn       |                        |
| 2020          | 2 srdce                 | Chris            |                        |
| 2020          | Krokodýl Dundee rytířem | Chase Hogan      |                        |
| 2021          | Stánek s polibky 3      | Noah Flynn       |                        |
| 2022          | Deep Water              | Charlie De Lisle |                        |
| 2023          | Sladký východ           | Ian              |                        |
| 2023          | He Went That Way        | Bobby Falls      | také výkonný producent |
| 2023          | Saltburn                | Felix Catton     |                        |
| 2023          | Priscilla               | Elvis Presley    |                        |
| bude oznámeno | Frankenstein            | Frankestein      | natáčí se              |
| bude oznámeno | Oh, Canada              | Leonard Fife     | postprodukce           |
| bude oznámeno | On Swift Horses         | Julius           | postprodukce           |

### Televize
| Rok           | Název                             | Role                 | Poznámky                       |
| ------------- | --------------------------------- | -------------------- | ------------------------------ |
| 2019–dosud    | Euforie                           | Nate Jacobs          | hlavní role                    |
| 2024          | Saturday Night Live               | sám sebe (moderátor) | díl: „Jacob Elordi/Reneé Rapp“ |
| bude oznámeno | The Narrow Road to the Deep North | Dorrigo Evans        | minisérie; postprodukce        |